# Pyriglena
Pyriglena là một chi chim trong họ Thamnophilidae.